# Алмір Сулейманович
Алмір Сулейманович (словен. Almir Sulejmanovič, нар. 26 січня 1978, Веленє) — словенський футболіст, захисник клубу «Коротан».
Виступав за низку словенських та європейських клубів, в тому числі і за луганську «Зорю».

## Ігрова кар'єра
Народився 26 січня 1978 року в місті Веленє. Вихованець футбольної школи клубу «Рудар» з рідного міста. Дорослу футбольну кар'єру розпочав 1995 року в основній команді того ж клубу, в якій провів шість сезонів, взявши участь у 111 матчах чемпіонату, в яких забив 6 голів і у 1998 році виграв з командою кубок Словенії.
В подальшому виступав за клуби «Цельє», «Генк», «Мура», «Цельє» та «Атлантас».
Влітку 2006 року перейшов до луганської «Зорі». У команді провів всього два матчі в чемпіонаті і один в національному кубку, після чого вже у вересні 2006 року залишив команду.
У січні 2007 року повернувся до Литви, перейшовши в «Вітру» з Вільнюса. У команді в той час разом з ним грав його співвітчизник Максут Азізі.
Влітку 2008 року повернувся в «Рудар» (Веленє). Пізніше виступав за албанські команди «Ельбасані» та «Скендербеу», вигравши з останньою національний чемпіонат.
У січні 2012 року перейшов в клуб «Крка» з міста Ново-Місце, але вже влітку перебрався в клуб «Алюміній».
З 2013 року виступав за нижчолігові клуби «Зульмталь», «Дравоград» та «Коротан» (Превальє).

## Досягнення
- Володар Кубка Словенії (2):

«Рудар»: 1997–98, «Цельє»: 2004–05
- Чемпіон Албанії (1):

«Скендербеу»: 2011–12